# Dream pop
Dream pop – rodzaj alternatywnego rocka, który został zapoczątkowany w Wielkiej Brytanii we wczesnych latach 80. XX wieku.
Kiedy zespoły takie jak Cocteau Twins, The Chameleons, The Passions, Dead Can Dance, Dif Juz, Lowlife oraz A.R. Kane (którym ta nazwa została przypisana) zaczęły łączyć postpunkowe eksperymenty ze słodko-gorzkimi popowymi melodiami w zmysłowe, akustyczno-ambientowe podkłady. Nazwa została rzekomo wymyślona przez dziennikarza z Melody Maker Simona Reynoldsa oraz Chrisa Robetrsa. This Mortal Coil, brytyjski zespół dreampopowy, znany był z przerabiania zapomnianych utworów z lat 60. i 80.
Kwintesencją tej muzyki jest zwiewny podkład i łagodna tonacja, swobodny, wysoki kobiecy wokal (a także męski, tyle że również w delikatnej manierze). Teksty są często introspektywne lub opisujące odczucia związane z obcowaniem z naturą. Okładki wydawnictw dreampopowych również utrzymane były w specyficznym stylu, rozpoznawalnym po pastelowych, rozmytych grafikach zawierających niekiedy treści metaforyczne.
Wytwórnia płytowa 4AD jest jedną z największych współpracujących z grupami dreampopowymi, do innych wiodących można zaliczyć takie labele jak: Creation, Projekt, Bedazzled, Vernon Yard czy Slumberland.

## Lata 80 i 90.
Zespoły takie jak Slowdive, Lush, Pale Saints, Spoofed Hybrid, wczesny okres Seefeel i Verve, Kitchens of Distinction, The Sundays, The Ocean Blue, Galaxie 500, Bel Canto, Cranes, Frazier Chorus, Strange Boutique, Curve, The Dream Academy oraz No-Man byli pionierskimi reprezentantami tego gatunku. Muzycy Talk Talk, począwszy od albumu The Colour of Spring, wykorzystywali w swojej twórczości elementy dream popu.
Dla amerykańskiej odmiany stylu specyficzna jest większa rola brzmień gitarowych w strukturze utworów. Wśród zespołów z USA zainspirowanych w różnym stopniu dream popem można wyróżnić następujące: For Against, Alison's Halo, Low, Mazzy Star, Velour 100, Love Spirals Downwards, Ars Poetica oraz Duster.
Głośniejszy, bardziej ekspresyjny wariant dream popu stał się znany jako shoegazing. Głównymi formacjami z tego nurtu były: My Bloody Valentine, Catherine Wheel, Ride, Bailter Space, Flying Saucer Attack, Swervedriver, Bowery Electric, Band of Susans, Moonshake, Levitation. Te zespoły utrzymywały cechy dream popu, ale dodały także wpływy post-punku i noise rocka (The Chameleons i Sonic Youth).
Na początku XXI wieku dream pop i shoegaze grały takie zespoły jak 7% Solution, Sigur Rós, Dubstar, Eisley, Laika, The Flir, Readymade, Bethany Curve, Halou, Windy & Carl, All Natural Lemon & Lime Flavors, A Minute Away for Snowing, Trespassers William, Ariel Storm, Southpacific, Mira, Yume Bitsu, Devics, Xinlisupreme, Highspire, Air Formation, The Meeting Places, Psychic Ills, oraz Auburn Lull.
Grupy te czasami nazywano new-gaze lub nu-gaze.
Singel The Smashing Pumpkins „Rhinoceros” z albumu Gish odwołuje się do kombinacji psychodelii i dream popu.